# Neuhaus

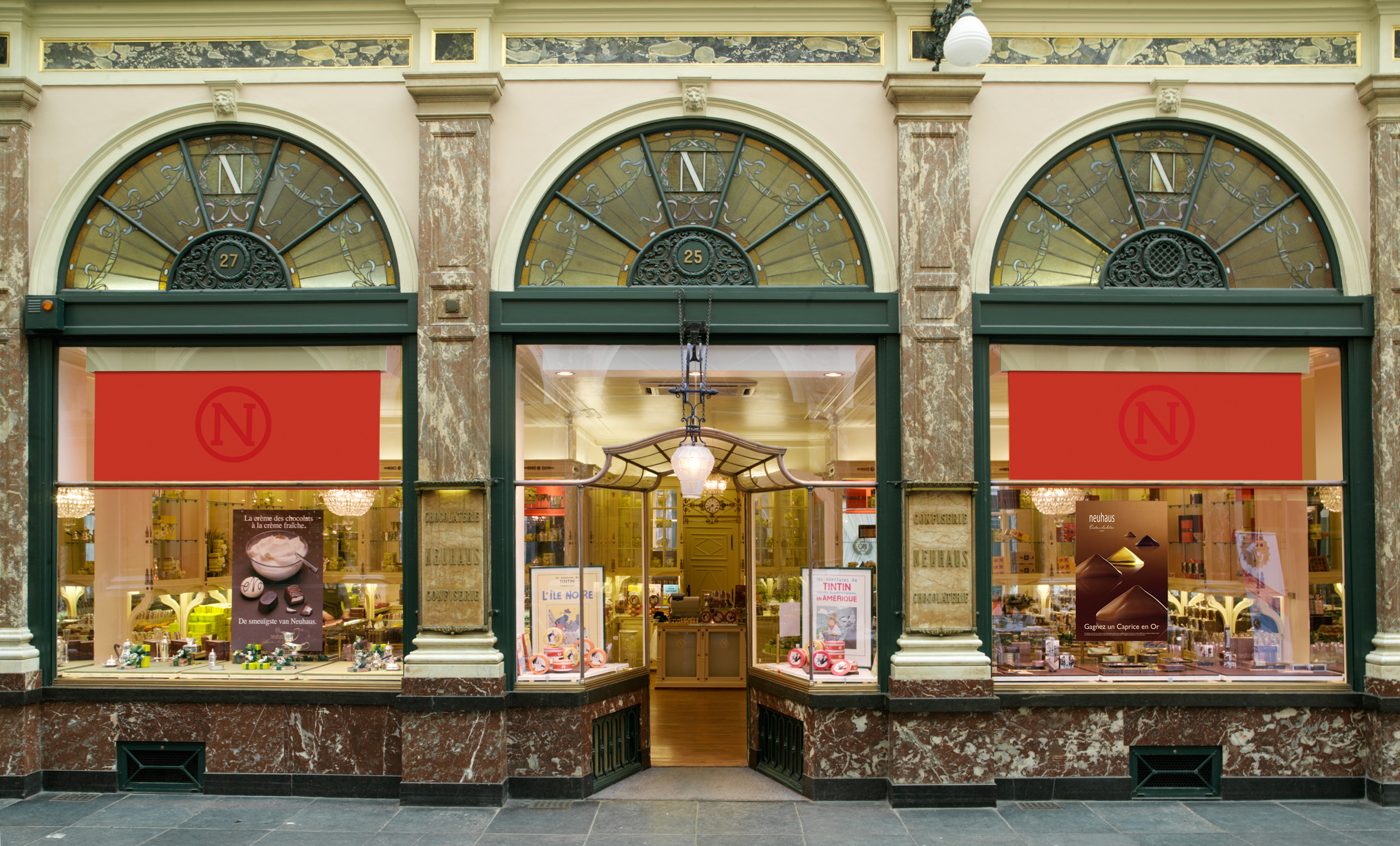
Galerie de la Reine en Bruselas.

Neuhaus es un fabricante de bombones belgas, galletas y helados artesanales de lujo. La compañía fue fundada en Bruselas en 1857 por Jean Neuhaus, un inmigrante suizo, que abrió la primera tienda en las galerías reales Saint-Hubert. En 1912 su nieto, Jean Neuhaus II, inventó el bombón de chocolate relleno o praline. Tres años después, se inventó el embalaje de cartón llamado ballotin, para evitar que las pralines se rompieran durante el transporte.
Actualmente Neuhaus tiene unos 1000 puntos de venta en 40 países. Todos sus productos siguen fabricándose en Vlezenbeek, cerca de Bruselas, desde donde se exportan a todo el mundo. En el año 2000, la compañía fue designada Proveedor Acreditado de la Corona Belga.[cita requerida]

## Historia
Habiendo llegado a Bruselas desde su Suiza natal, Jean Neuhaus abrió una botica en 1857 en la prestigiosa Galería de la Reina, cerca de la Grand Place. Pronto empezaría a vender en ella caramelos contra la tos, regalices, guimauves (unas golosinas parecidas a masmelos) y barras de chocolate amargo además de los productos típicos.
Junto a su hijo Frédéric dedicó mucho tiempo y esfuerzo a inventar y preparar nuevos productos, que fueron desplazando gradualmente a los productos farmacéuticos normales, dando paso a gelatinas de fruta, caramelos y otros productos de chocolate.
En 1912, año de la muerte de Frédéric, Jean II, nieto de Jean Neuhaus, creó el primer bombón relleno de chocolate, el praliné. Su éxito fue inmediato. Años después, Louise Agostini, esposa de Jean II, harta de ver cómo sus pralinés se rompían en los cucuruchos de papel en los que se envolvían, desarrolló junto a su marido una caja de regalo a la que llamaría ballotin.[cita requerida]